# Lista statelor după culorile drapelelor naționale
Aceasta este o listă a statelor, teritoriilor și a statelor nesuverane după culorile de pe drapelele naționale.

## Galben
- Niue - cu un simbol de alte culori (asociat cu Noua Zeelandă)

### Galben și alb
- Vatican - cu un simbol de altă culoare

## Albastru

### Albastru și alb
- El Salvador  - cu un simbol de altă culoare
- Finlanda
- Statele Federate ale Microneziei
- Grecia
- Guatemala - cu un simbol de altă culoare
- Honduras
- Israel
- Nicaragua  - cu un simbol de altă culoare
- San Marino  - cu un simbol de altă culoare
- Scoția - (Stat al Regatului Unit)
- Somalia

#### Albastru, alb și portocaliu
- Insulele Marshall

#### Albastru, alb și negru
- Botswana
- Estonia

### Albastru și galben
- Kazahstan
- Palau
- Suedia
- Ucraina

#### Albastru, galben și alb
- Argentina
- Bosnia și Herțegovina
- (Comunitate autonomă a Spaniei)
- Format:CUR (stat constituent al Regatului Olandei)
- Kosovo (stat recunoscut de aproximativ 100 state dar încă nu este membru al ONU)
- Nauru
- Tokelau (teritoriu din Noua Zeelandă)
- Uruguay

#### Albastru, galben și negru
- Bahamas
- Barbados

#### Albastru, galben, alb și negru
- Sfânta Lucia

### Albastru, roșu și alb
- Australia
- Cambodia
- Chile
- Insulele Cook (Stat asociat cu Noua Zeelandă)
- Costa Rica - cu un simbol de altă culoare
- Cuba
- Croația - cu un simbol de altă culoare
- Cehia
- Republica Dominicană - cu un simbol de altă culoare
- Insulele Feroe (teritoriul al Danemarcei)
- Fiji
- Franța
- Islanda
- Laos
- Liberia
- Luxemburg
- Nepal
- Țările de Jos
- Noua Zeelandă
- Coreea de Nord
- Norvegia
- Panama
- Paraguay - cu un simbol de altă culoare
- Puerto Rico (Commonwealth al Statelor Unite)
- Rusia

Sabah
- Samoa
- Sint Maarten - cu un simbol de altă culoare (țară constituentă a Regatului Olandei)
- Slovacia
- Slovenia
- Taiwan
- Thailanda
- Regatul Unit
- Statele Unite ale Americii

#### Albastru, roșu, alb și negru
- Coreea de Sud

### Albastru, roșu și portocaliu
- Armenia

### Albastru, roșu și galben
- Insulele Åland  (teritoriu autonom din Finlanda)
- Andorra - cu un simbol de altă culoare
- Ciad
- Columbia
- Republica Democrată Congo
- Ecuador - cu un simbol de altă culoare
- Republica Moldova - cu un simbol de altă culoare
- Mongolia
- România
- Venezuela - cu un simbol de altă culoare

#### Albastru, roșu, galben și negru
- Liechtenstein

#### Albastru, roșu, galben și alb
- Aruba (stat constituent al Regatului Olandei)
- Azores (Regiune autonomă a Portugaliei)
- Kiribati
- Cape Verde
- Madeira (Regiune autonomă a Portugaliei)
- Malaezia
- Malaysia
- Filipine
- Serbia
- Slovenia
- Tuvalu

#### Albastru, roșu, galben, alb și negru
- Antigua și Barbuda
- Eswatini

## Roșu

### Roșu verde și roșu
- Albania

### Roșu și alb
- Austria
- Bahrain
- Canada
- Danemarca
- Anglia - (Stat al Regatului Unit)
- Georgia
- Gibraltar - (teritoriul al Regatului Unit) - cu un simbol de altă culoare
- Groenlanda - (stat constituent autonom al Regatului Danemarcei)
- Hong Kong, China - (regiune administrativă specială a Republicii Populare Chineze])
- Indonezia
- Japonia
- Letonia
- Monaco
- Polonia (Drapelul național)
- Polonia (Drapelul de stat) - cu un simbol de altă culoare
- Elveția
- Singapore
- Tonga
- Turcia
- Tunisia
- Peru
- Qatar

#### Roșu, alb, negru și gri
- Malta

#### Roșu, alb și negru
|  |  |  |

- Trinidad-Tobago
- Yemen

#### Roșu, alb, și verde
- Algeria
- Belarus
- Bulgaria
- Burundi
- Ungaria
- Iran
- Italia
- Liban
- Madagascar
- Maldive
- Mexic - cu un simbol de altă culoare
- Oman
- Țara Galilor - (Stat al Regatului Unit)

#### Roșu, alb și portocaliu
- Bhutan

### Roșu și galben
- China
- Kârgâzstan
- Macedonia de Nord
- Muntenegru - cu un simbol de altă culoare
- Spania - cu un simbol de altă culoare
- Vietnam

#### Roșu, galben și negru
- Angola
- Belgia
- Germania
- Sarawak

#### Roșu, galben și alb
- Guernsey (Dependență a Regatului Unit)
- Jersey  (Dependență a Regatului Unit)
- (Dependență a Regatului Unit)

#### Roșu, galben, alb și negru
- Brunei
- Egipt
- Timorul de Est

#### Roșu, galben, gri, alb și negru
- Uganda

### Roșu și verde
- Bangladesh
- Maroc
- Transnistria, Pridnestrovie (stare de facto, recunoaștere limitată)

#### Roșu, verde și negru
- Malawi

#### Roșu, verde, negru și portocaliu
- Zambia

#### Roșu, verde, negru și alb
- Afganistan
- Irak
- Iordania
- Kenya
- Kuweit
- Libia
- Palestina
- Sudan
- Siria
- Emiratele Arabe Unite
- Somaliland (stare de facto, recunoaștere limitată)

#### Roșu, verde și galben
- Benin
- Bolivia
- Burkina Faso
- Camerun
- Republica Congo
- Grenada
- Guineea
- Lituania
- Mali
- Senegal

#### Roșu, verde, galben și negru
- Ghana
- São Tomé și Príncipe
- Vanuatu

#### Roșu, verde, galben și portocaliu
- Sri Lanka

#### Roșu, verde, galben, și alb
- Myanmar
- Surinam
- Tadjikistan
- Togo
- Turkmenistan

#### Roșu, verde, galben, alb și negru
- Guyana
- Mozambic
- Sfântul Kitts și Nevis
- Zimbabwe

#### Roșu, verde, galben, alb, negru, maro și violet
- Dominica

## Verde

### Verde și alb
- Nigeria
- Insula Norfolk (teritoriul al Australiei)
- Pakistan
- Arabia Saudită

#### os oexk9wzkw9xVerde, alb și portocaliu
- Coasta de Fildeș
- Irlanda
- Niger

### Verde, rosu și galben
- Mauritania

#### Verde, galben, și negru
- Jamaica

#### Verde, galben și maro
- Insulele Cocos (teritoriul al Australiei)

### Verde, galben și alb
- Cipru
- Macao (regiune administrativă specială a Republicii Populare Chineze)

## Albastru și verde

### Albastru, verde și alb
- Sierra Leone

#### Albastru, verde, alb și negru
- Lesotho

#### Albastru, verde, alb și șofran
- India

### Albastru, verde și galben
- Gabon
- Rwanda
- Sfântul Vicențiu și Grenadine

#### Albastru, verde, galben și negru
- Tanzania

### Albastru, verde, galben și alb
- Brazilia
- Insula Crăciunului (teritoriul al Australiei)
- Insulele Solomon

## Albastru, verde și roșu

### rosu , alb și verde
- Azerbaidjan
- Belize
- Djibouti
- Guineea Ecuatorială
- Gambia
- Uzbekistan

### Albastru, verde, roșu și galben
- Eritreea
- Etiopia
- Mauritius
- Muntenegru

#### Albastru, verde, roșu, galben, negru și maro
- Republica Moldova

### Albastru, verde, roșu, galben și alb
- Republica Centrafricană
- Comore
- Namibia
- Seychelles

#### Albastru, verde, roșu, galben, alb și negru
- Insulele Cayman (teritoriu al Regatul Unit)
- Republica Dominicană
- Haiti
- Portugalia
- Saint-Pierre și Miquelon (colectivitate de peste mări a Franței)
- Africa de Sud
- Sudanul de Sud
- Insulele Virgine Americane (overseas territory of the United States of America)

#### Albastru, verde, roșu, galben, alb, negru și maro
- Bermuda (teritoriu de peste mări al Regatului Unit)

#### Albastru, roșu, galben, alb, negru, maro și gri
- Insulele Falkland (teritoriu al Regatului Unit)

#### Albastru, verde, roșu, galben, alb, negru, maro, gri și violet
- Insulele Mariane de Nord (Commonwealth al SUA)

#### Albastru, verde, roșu, galben, alb, negru, maro și roz
- Montserrat (teritoriu al Regatului Unit)
- Insulele Turks și Caicos (teritoriu al Regatului Unit)
- Insulele Virgine Britanice (teritoriu al Regatului Unit)